# 大阪写真会館
大阪写真会館（おおさかしゃしんかいかん）は、大阪市中央区南船場にある写真館であり、テナント・会議室の貸し出しを行う企業である。
主に貸し会議室や個展の開催に使用されており、大阪写真材料組合や中古カメラ店が入居している。元々、南船場には昔から写真材料を扱う店が並んでいた為に組合構成各社の出資により設立された経緯がある。
現在はテナント料や貸し会議室の使用料を主な収入源としている。